# Jason va all'inferno
Jason va all'Inferno (Jason Goes to Hell: The Final Friday) è un film del 1993 diretto da Adam Marcus.
La pellicola è il nono film del franchise di Venerdì 13. Inizialmente progettato come ultimo film della saga slasher di Jason Voorhees, molti anni più tardi venne realizzato un ulteriore sequel (Jason X del 2001).
Il finale del nono film della serie vede comparire il guanto di Freddy Krueger che afferra la maschera di Jason e la porta sotto la sabbia: sembra preannunciare un incontro tra i due assassini, che avverrà in Freddy vs. Jason, film crossover realizzato dieci anni più tardi (nel 2003).

## Trama
2003. 5 anni dopo il precedente massacro, una ragazza sceglie come posto per la notte una baita al Camp Crystal Lake, dove viene presto sorpresa e inseguita dal deforme serial killer mascherato Jason Voorhees. Arrivata ad uno spiazzo, la ragazza si rivela essere un'agente dell'F.B.I. sotto copertura che lo ha appena attirato in un'imboscata, numerosi agenti circondano l’assassino, lo crivellano e lo fanno saltare in aria. Sembra così che la minaccia sia annientata e mentre gli uomini esultano per la riuscita del piano, di nascosto fra gli alberi il misterioso cacciatore di taglie Creighton Duke, afferma il contrario.
I resti di Jason vengono portati in un obitorio in Ohio, dove il medico legale gli fa una autopsia regolare, ma lo spirito di Jason è capace di trasmigrare da un corpo all'altro servendosi del suo cuore, il cui battito ipnotizza il medico, che inizia a mangiarlo facendo entrare l'anima di Jason nel suo corpo, poi uccide un altro medico legale facendo sbattere la testa sul letto di ferro dell'obitorio e usando una lama biforcuta per le autopsie, con la stessa arma uccide due agenti di sicurezza. Il killer fugge dall'obitorio per tornare a Crystal Lake, dove uccide una ragazza di nome Alexis, spezzandole le ossa, e i suoi due amici i fidanzati Deborah e Luke infilzandoli con una vanga, poi si nasconde nella vecchia casa abbandonata dei Voorhees.
Creighton Duke sa che Jason è nato da un Voorhees e può rinascere da chi ha il suo stesso sangue, e può essere ucciso solo da uno della sua stirpe. Jason dopo aver ucciso Edna, la moglie dell'agente Josh, schiacciandole la testa con lo sportello della macchina, trasferisce la sua anima nel corpo di quest'ultimo facendo morire così il medico legale. Jason tenta di trasferire la sua anima in Diana Kimble, la quale muore con un coltello lanciato alla schiena in una colluttazione nella quale era intervenuto in soccorso della donna il genero Steven Freeman. Quest'ultimo scopre che la donna era in realtà la sorellastra paterna di Jason e che quindi adesso la sua ex fidanzata Jessica e la loro figlia neonata Stephanie, sono le uniche a poter eliminare Jason. 
Robert Campbell, il nuovo fidanzato di Jessica è un giornalista, ha rubato il cadavere di Diana e lo ha nascosto nella casa Voorhees, per farsi bello davanti alle telecamere quando ritroverà il corpo in una diretta televisiva, ma verrà attaccato da Jason che trasferisce la sua anima nel suo corpo, facendo morire l'agente Josh, facendo sciogliere il suo corpo. 
Poco dopo la morte di Jessica, Steven era stato arrestato come sospetto della morte della donna, ma con l'aiuto di Duke che era stato arrestato perché è stato ritenuto pazzo dallo sceriffo Edward, riuscirà a fuggire.
Steven va a casa di Jessica per salvarla da Jason, ma quest'ultima nonostante che abbia visto il corpo di Robert che la stava aggredendo, pensa che Steven sia un assassino, e si rifugia nella caserma di polizia, ma Jason la trova e uccide l'agente Ryan facendola sbattere la testa addosso ad un armadietto e tramortisce lo sceriffo Edward; Steven, raggiunge Jessica e poi mette fuori gioco Jason e i due scappano via. Poco dopo i tre agenti vanno a soccorre il presunto ferito, poi Jason si riprende, uccidendo due agenti facendo sbattere violentemente le loro teste tra di loro, il terzo agente riesce a scappare, però verrà a tramortito da Duke che riuscirà ad evadere. 
Steven e Jessica raggiungono una tavola calda per riprendersi la figlia che era stata affidata dalla donna all'amica Victoria, ma la prepotente proprietaria Joey, credendoli dei pazzi, li minaccia con una pistola e ordina al figlio Ward, di fare la guardia fuori alla tavola calda, dove verrà ucciso da Jason, che gli spezza il braccio sinistro, e lanciando il suo corpo contro la porta, quando Jason entra, un cliente verrà ucciso inavvertitamente da Victoria con un colpo di fucile nel tentativo di uccidere Jason, quest'ultimo uccide Shelby il marito di Joey, immergendo la testa nell'olio della friggitrice, la moglie nel tentativo di salvarlo verrà uccisa con una gomitata in faccia, Victoria nel tentativo di proteggere la sua amica impala Jason ma quest'ultimo usa lo stesso attizzatoio per impalare anche lei e poi la uccide schiacciandoli il cranio. 
Steven e Jessica riescono nuovamente a tramortire Jason, la donna legge un biglietto e scopre che sua figlia è stata portata via da Duke, alla casa Voorhees, e che deve raggiungerla da sola, Steven quando vede Jessica andare via, legge il biglietto e cerca di raggiungerla, intanto un agente che ha raggiunto la tavola calda viene attaccato da Jason che trasferisce la sua anima nel suo corpo, facendo morire così Robert.
Jessica arriva a casa Voorhees, dove Duke li spiega, come uccidere Jason e li dona un pugnale con una lama "magica", all'improvviso arriva lo sceriffo Edward e un altro agente, Jessica influenzata da Duke, uccide lo sceriffo, però Jason è nel corpo dell'altro agente, Steven, arriva in tempo, e salva Jessica tagliando la testa a Jason, con un machete provocando la morte dell'agente.
Dalla gola esce Jason in forma di piccolo essere mostruoso, che verrà sbagliato via in cantina, che riesce infine a rinascere tramite il cadavere della sorellastra, potendo servirsene anche se è deceduta, Jason uccide Duke stritolando il torace con le sue braccia, poi cerca di uccidere anche, Steven, Stephanie e Jessica, quest'ultima riesce a pugnalare lo zio diabolico. Jason viene così trascinato all'Inferno dalle braccia dei demoni, non prima di aver cercato di trascinare a sua volta con sé Steven, che viene salvato in tempo da Jessica. Tutto ciò che rimane di Jason è la sua maschera da hockey, ma all'alba, mentre Steven e Jessica si allontanano con la bambina per rifarsi una vita, dal terreno spunta il braccio di Freddy Krueger che trascina la maschera all'Inferno ridendo malignamente.

## Produzione
Originariamente il regista doveva essere Tobe Hooper. Produce il film Sean S.Cunningham, il regista di Venerdì 13. Originariamente doveva chiamarsi Jason va a Los Angeles (Jason Takes L.A.) dove due bande rivali si alleano per fermare Jason, avendo decimato tutti i membri delle bande, ma il regista decise di far morire Jason.
In una scena del film, anche se per pochi secondi, viene omaggiata una leggenda: il Necronomicon, oggetto protagonista del film La casa di Sam Raimi e invenzione letteraria dello scrittore H. P. Lovecraft. Il pugnale stesso con cui Jason viene ucciso da Jessica ha una notevole somiglianza con quello che appare nel finale del sequel (o remake con maggior budget) La casa 2, dello stesso Raimi. La presenza del Necronomicon è un fatto che viene, successivamente, esplorato nel fumetto Freddy vs. Jason vs. Ash.
Viene reso omaggio anche al film Creepshow del 1982: la cassa che appare nel sotterraneo di casa Voorhees, accanto al cadavere della madre di Jessica, con la dicitura Artic Expedition - Julia Carpenter - Horlicks University è simile a quella che si vede nel quarto episodio del film Creepshow intitolato appunto "The Crate" (sulla quale sta scritto Ship to Horlicks University - Via Julia Carpenter - Artic Expedition June 19. 1834).
Il cuore nero di Jason verrà usato anche in Dal tramonto all'alba come il cuore dell'Uomo Scimmia. Il braccio di Freddy Krueger che si vede alla fine del film è in realtà il braccio di Kane Hodder. In questo film Jason è molto simile a Freddy Krueger, in quanto adesso è rappresentato come un demone mentre nei film precedenti, secondo i fans, era più simile a Michael Myers.
Il body count è di ventidue vittime.
In Italia il film è uscito direttamente in VHS dalla Medusa Film nel novembre del 1996, successivamente anche in DVD dalla CG Entertainment.

## Accoglienza

### Critica
Il film venne stroncato dai critici e attualmente ha un indice di gradimento del 24% da parte della critica su Rotten Tomatoes.